# Barbarossaleuchter

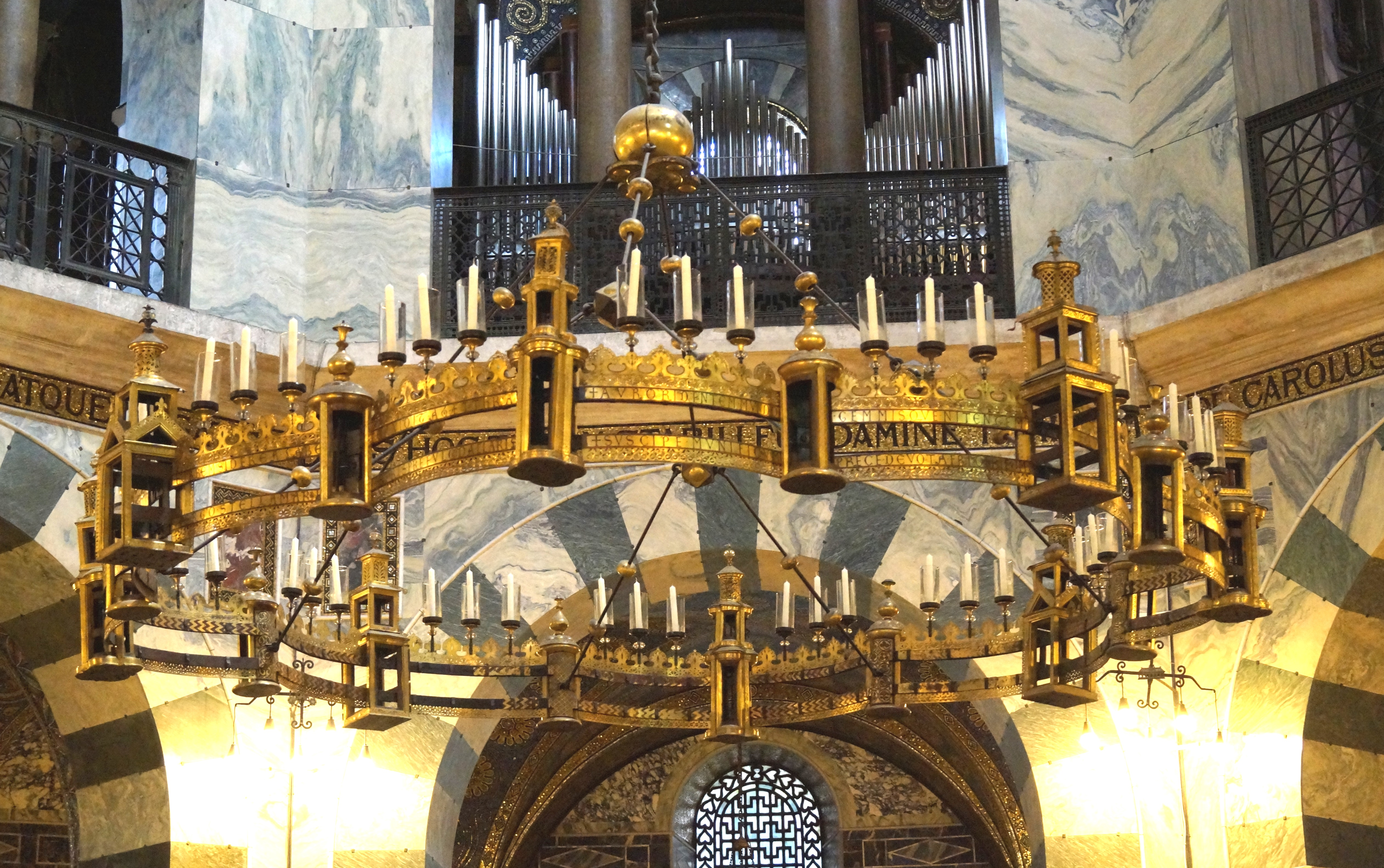
Barbarossaleuchter

Der Barbarossaleuchter ist ein Radleuchter, der im Auftrag Kaiser Friedrichs I., genannt Barbarossa, und dessen Gemahlin Beatrix etwa im Zeitraum zwischen 1165 und 1170 angefertigt und unter dem Kuppeldach der Pfalzkapelle Karls des Großen, des heutigen Aachener Domes, angebracht wurde. Der Leuchter war eine Stiftung zu Ehren der Gottesmutter Maria, der Schutzpatronin der Aachener Stifts- und Krönungskirche, und stellte zugleich eine Ehrung seines Gründers Karl dar.

## Gestaltung

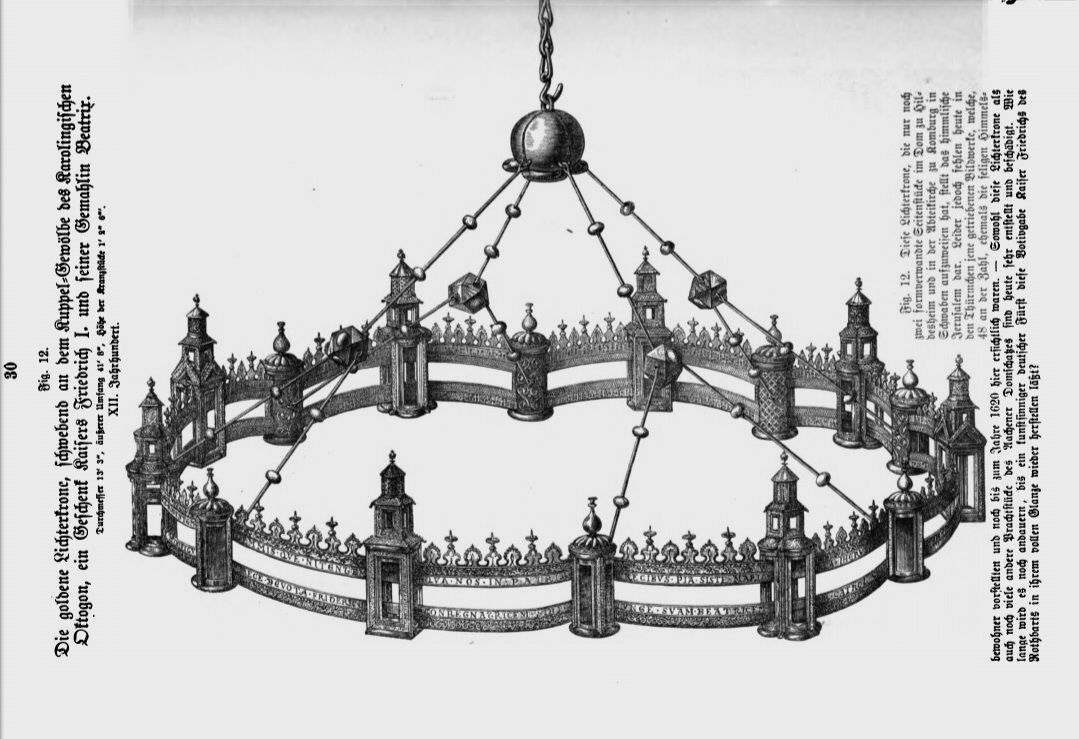
Planskizze Franz Bock

Der Barbarossaleuchter aus vergoldetem Kupfer hat einen Durchmesser von 4,16 Metern. Er ist mittig unter der Kuppel des karolingischen Oktogons an einer etwa 27 Meter langen Kette angebracht. Die Kettenglieder der Kette verjüngen sich nach unten hin von einer Länge von etwa 150 mm auf 130 mm und von einer Breite von etwa 74 mm auf 70 mm. Oft wurde angenommen (und bei Führungen gerne erzählt), dass dies in der Perspektive von unten gesehen der Eindruck schaffen soll, die Kette habe in der gesamten Länge dieselbe Dicke. Dies gilt mittlerweile als widerlegt, so ist die Zunahme der der Größe nicht kontinuierlich.
Der Leuchter, der etwa vier Meter über dem Marmorfußboden hängt, ist aus acht Kreissegmenten zusammengesetzt und damit an die achteckige Form der Pfalzkapelle angepasst. Der Kranz des Kronleuchters symbolisiert die Stadtmauer des himmlischen Jerusalems. Diese stilisierte Stadtmauer enthält acht große und acht kleinere turmartige Laternen, die symmetrisch angeordnet sind und die Stadttore versinnbildlichen. Wegen der oktogonalen Struktur des umgebenden Bauwerks war davon abgesehen worden, den Leuchter mit zwölf Laternentürmen zu versehen – wie es der traditionellen Darstellungsweise des himmlischen Jerusalems entsprochen hätte. Der Leuchter enthält insgesamt 48 Kerzen, die noch heute zu feierlichen Anlässen entzündet werden.
Ursprünglich in den 16 Türmen angebrachte Silberfiguren, die Heilige, Engel und Torwächter darstellten, sind verlorengegangen. Erhalten geblieben sind die Bodenplatten der Türme, auf denen – von unten sichtbar – Szenen aus dem Leben Jesu, insbesondere die acht Lobpreisungen aus der Bergpredigt, als meisterlich ausgeführte Gravuren abgebildet sind.
Ein Teil der auf dem Leuchter angebrachten lateinischen Inschrift lautet in der Übersetzung:

„Der katholische Kaiser, Friedrich, König der Römer, selbst gottesfürchtig, gelobte und stiftete der gottesfürchtigen Maria die königliche Gabe dieser achteckigen [Lichter-]Krone, wobei er den Klerus anwies, sowohl auf die Gestalt als auch auf die Zahl zu merken: Nach dem Vorbilde des Gotteshauses nimmt seine Schenkung ihre Form.“

Der Barbarossaleuchter ist einer von nur vier in Deutschland erhaltengebliebenen romanischen Radleuchtern. Die weiteren sind: Der Thietmarleuchter und der Heziloleuchter im Hildesheimer Dom und der Hartwigleuchter in der Comburger Klosterkirche.

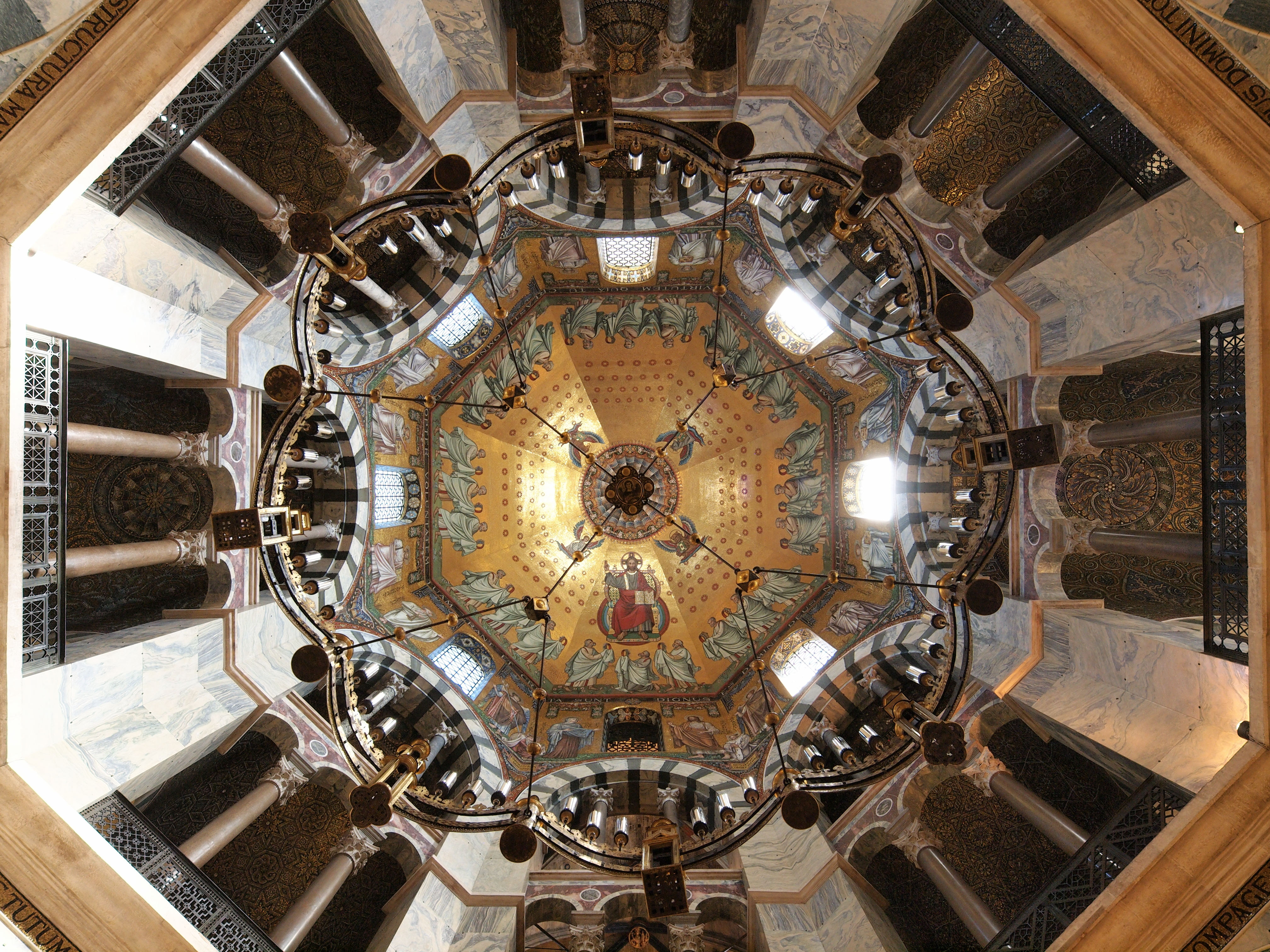
Blick durch den Leuchter in die Kuppel
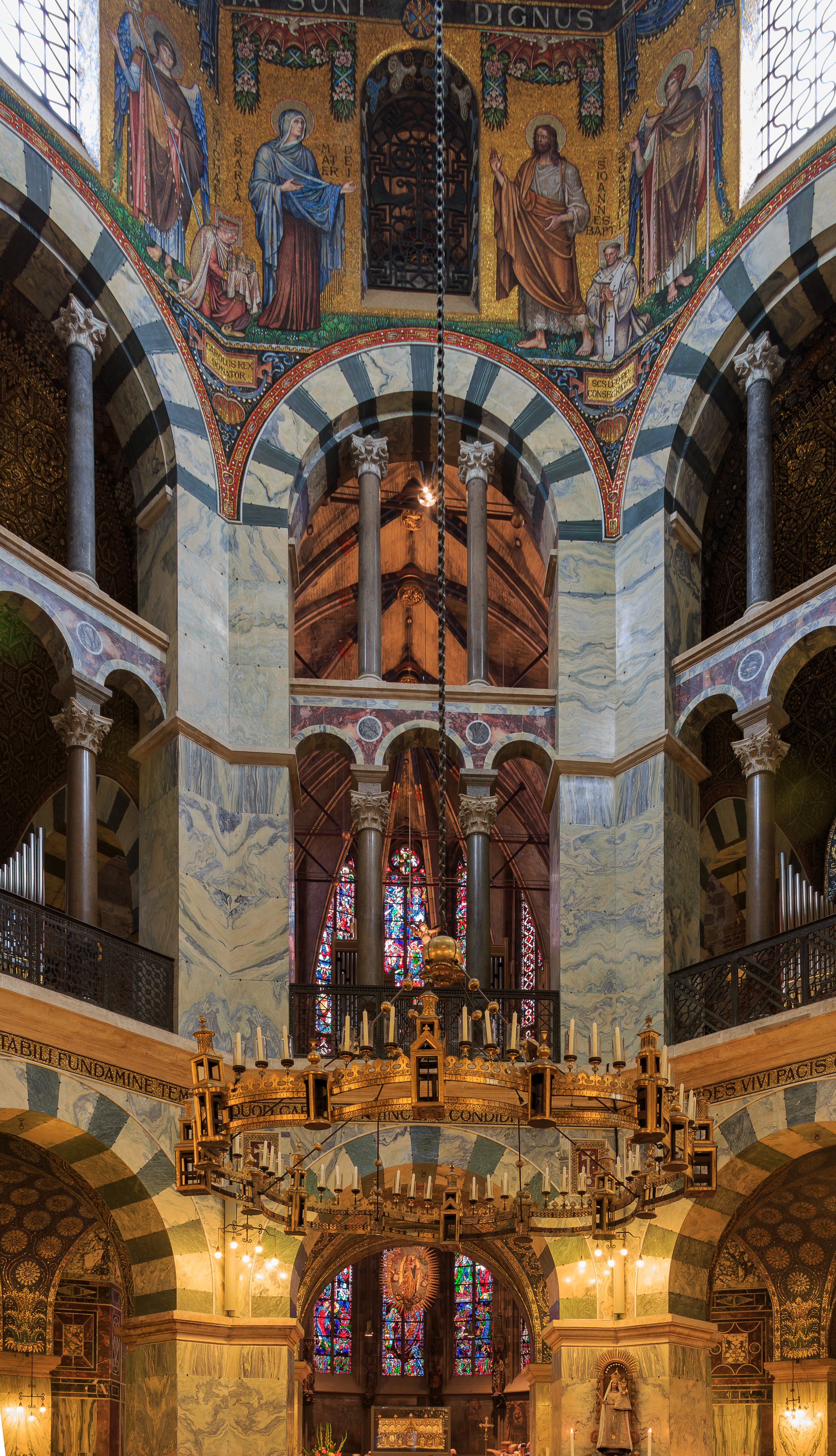
Barbarossa-Leuchter mit Kette
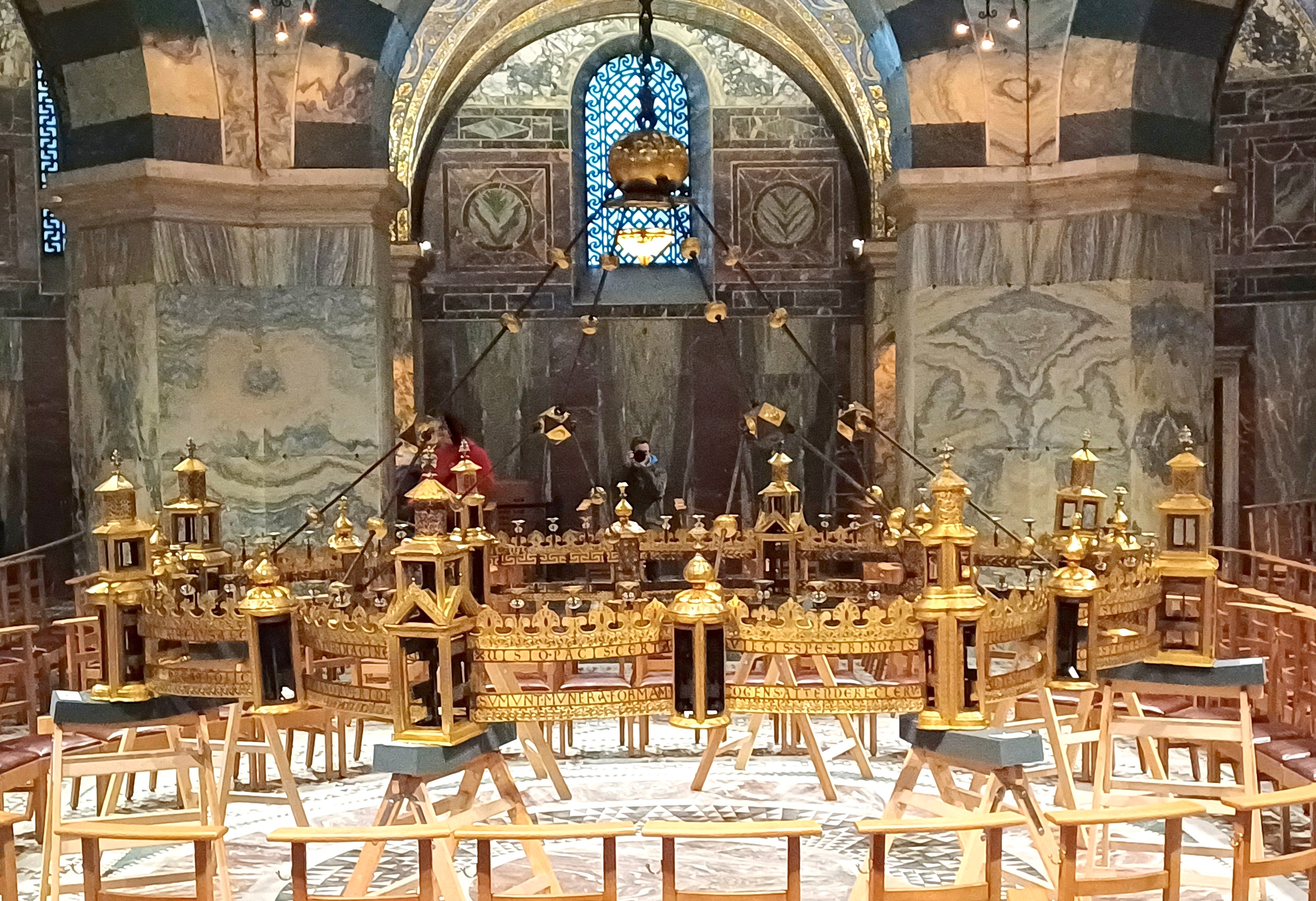
Sanierung 2024
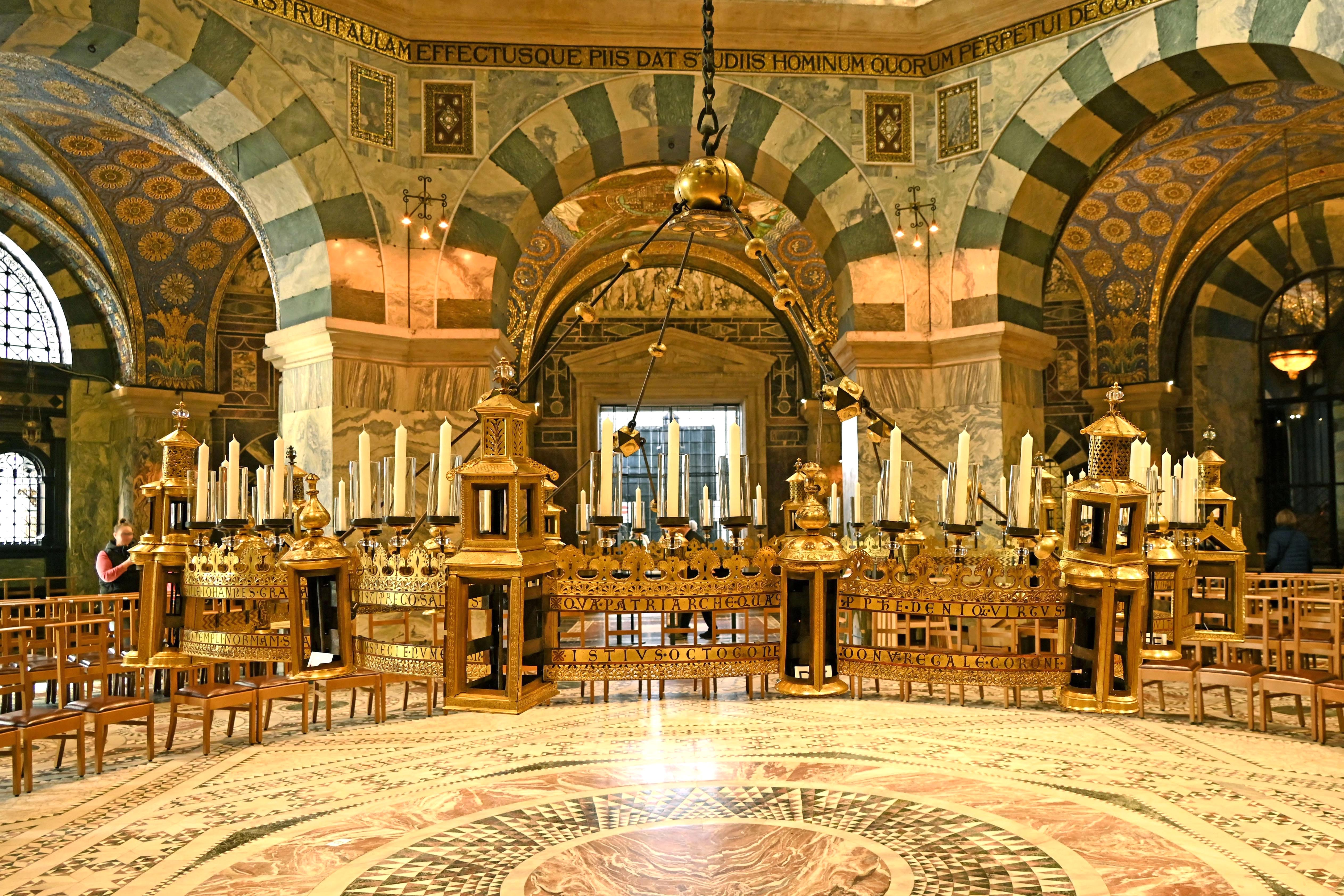
Sanierung 2024 (mit neuen Kerzen)
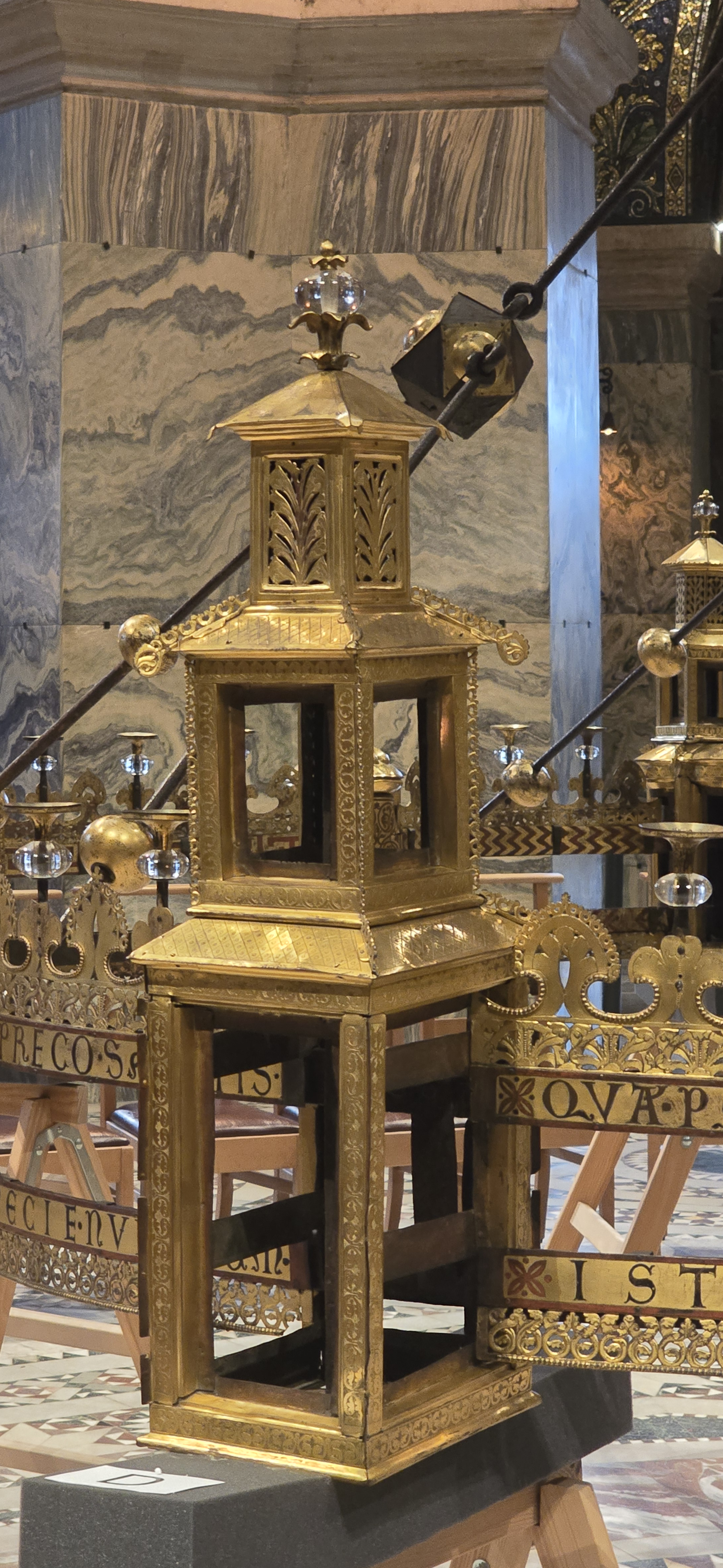
Turmaufbau
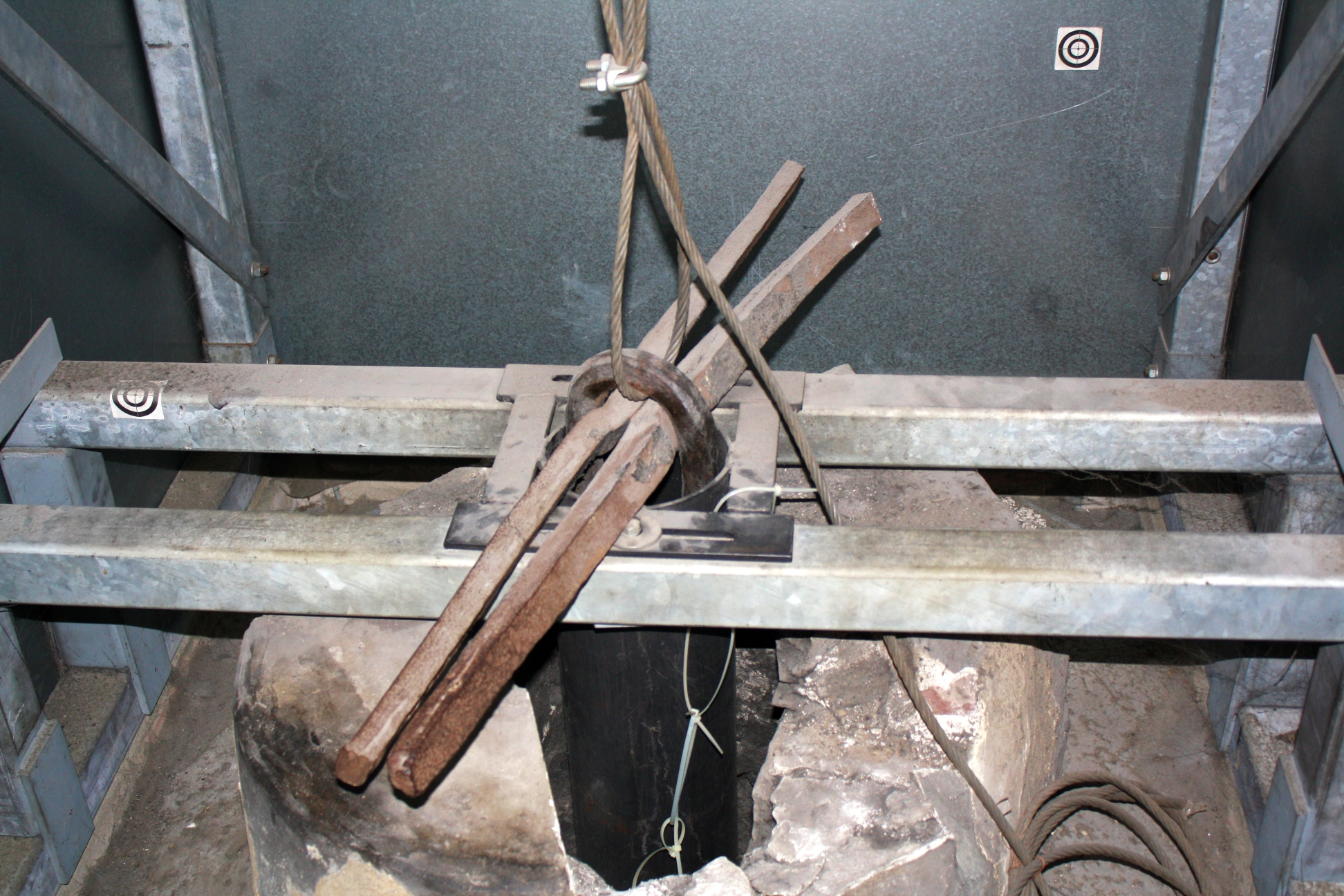
Aufhängung des Leuchters oberhalb des Deckengewölbes